# Nudny świat
Nudny świat – piąty studyjny album polskiego zespołu Czarno-Czarni. Materiał został nagrany w Studiu Hendrix w Lublinie i w Studiu Izabelin.
Płyta jest muzyczną opowieścią o miłości, nie ma tu tematów politycznych. Brzmieniowo nawiązuje do lat 60. XX w., są tu głównie nastrojowe ballady. Na płycie znalazły się duety: z Urszulą, Anią Rusowicz i Holly Shephard, wokalistką z Nashville.
Na album trafiła kompozycja „Nie choruj” z czołówki serialu Daleko od noszy. W promującym płytę teledysku do utworu „Znikający pas” wystąpił znany dziennikarz sportowy Bartosz Heller.

## Lista utworów
1. „Potęga dansingu” – 4:12
2. „Kwiat nienawiści” (z udziałem Ani Rusowicz) – 3:25
3. „Mail” – 5:18
4. „Nie choruj” – 1:59
5. „Znikający pas” – 3:51
6. „Angielski film” – 4:22
7. „Pierwszy wiersz” (z udziałem Urszuli) – 4:27
8. „Nos” – 3:18
9. „Nudny świat” – 2:50
10. „W objęciach kelnera” – 3:24
11. „The Power of Dance Floor” (z udziałem Holly Shepherd) – 4:14

## Twórcy
- Jarosław Janiszewski „Doktor” – śpiew
- Jacek Jędrzejak „Dżej Dżej” – gitara basowa, śpiew
- Roman Lechowicz „Dżery” – gitara, śpiew
- Jarosław Lis „Piękny Roman” – perkusja śpiew
- Piotr Sztajdel „Gadak” – instrumenty klawiszowe

oraz
- Marcin Suszek – trąbka
- Tomasz Piątek – saksofon
- Paweł Skura, Piotr Zygo – realizacja
- Ania Rusowicz – śpiew
- Urszula – śpiew
- Holly Shepherd – śpiew